# Обиці
Обиці (словац. Obyce) — село в окрузі Комарно Нітранського краю Словаччини. Площа села 31,27 км². Станом на 31 грудня 2015 року в селі проживало 1505 жителів.

## Історія
Перші згадки про село датуються 1322 роком.

## Населення
| Рік:            | 1994. | 2004.   | 2014.   | 2024.   |
| --------------- | ----- | ------- | ------- | ------- |
| Кількість осіб: | 1514  | 1557    | 1521    | 1460    |
| Різниця:        |       | +2,84 % | -2,31 % | -4,01 % |

| Рік:            | 2023. | 2024.   |
| --------------- | ----- | ------- |
| Кількість осіб: | 1456  | 1460    |
| Різниця:        |       | +0,27 % |